# Félix Lucio Espinosa y Malo
Félix de Lucio Espinosa y Malo (Zaragoza, bautizado el 25 de enero de 1646-Palermo, 1691) fue un historiador, cronista de Aragón, de Indias y de Castilla, y secretario de Estado y Guerra en el reino de Sicilia.
Su escudo es en azur con cometa de oro que esparce sus rayos por todo el escudo.

## Biografía
Su padre, Francisco de Lucio Espinosa, y su madre, Úrsula Lucía Malo, lo bautizaron en la basílica del Pilar. Aunque nació en Zaragoza, se educó prácticamente en el reino de Nápoles, donde se interesó en el Derecho y la Literatura, llegando a dominar el español, el latín, el italiano y el francés. Estudió jurisprudencia en la universidad de Nápoles.
Diversos autores expresaron su aprecio por Lucio Espinos; entre ellos Alonso de Silíceo, que lo hizo en su censura de sus Declamaciones y sus Epístolas, Diego José Dormer, Diego Vicencio de Vidania Broto, José de Alciato y Leyva, y otras personalidades de Madrid, Roma, Nápoles y Toulouse.
En sus libros gustaba incluir en la portada de sus libros sus cargos como cronista mayor del reino de Aragón y de las Indias y general de los de Castilla y León, además de los de secretario de Estado y Guerra en el reino de Sicilia. Estuvo al servicio de Pedro de Aragón durante su virreinato en Nápoles.

## Obra
Sus escritos son principalmente históricos y literarios. Sus principales obra históricas son Relaciones históricas generales, correspondientes a los sucesos de los años 1670-76 y  Panegírico en honor de Carlos II. También fue continuador de la Historia de España de Juan de Mariana. De entre sus poesías merece la pena destacar Urania canta lágrimas eternas (Zaragoza, 1670) y Advertencias poéticas. También exploró otros temas como la pintura en El pincel o temas científicos en Ocios morales.
- «Vrania canta lagrimas eternas y afecto de vn coraçon puesto en Dios Nuestro Señor», en Delicias de Apolo: recreaciones del Parnaso por las tres musas Vrania, Euterpe y Caliope, hechas de varias poesias de los mejores ingenios de España (Zaragoça, 1670, págs. 64-71)
- Declamaciones, escarmientos politicos y morales [...] (Madrid, 1674)
- Ociosidad ocupada y ocupacion ociosa [...], que saca a luz [...] Luis Ugarte de Ayala de la Orden [...] del Carmen (Roma, 1674)
- «Carta genealogica desta Familia [Pineda]», en J. de Mendoza, Blason ilustre genealogico de la Casa y familia de Pineda y otras que a ella enlazan [...] (¿1675?)
- Epistolas varias [...] (Madrid, 1675)
- [Memorial dirigido al Reino de Aragón] Ilustrissimo Señor. Entre todas las ciencias y facultades de las letras humanas, ha sido siempre la mas preciosa la de la Historia, pues no ha avido en el genero humano, nacion alguna que la haya aborrecido [...] Don Felix de Lucio Espinosa [...] Suplica a V.S.I. con todo tendimie[n]to le honre no[m] brandole Chronista del Reyno [...] (1675-1680)
- Vidas de los filosofos Democrito y Heraclito [...] (Zaragoça, 1676)
- Carolo II Augusto, Hispaniarum Regi, Aragoniam advenienti, Panegyricum D.O.C. Felix de Lucio Espinosa et Malo Serenis. Joan. Austriaco (Caesaraugustae, 1677])
- «Relaciones historicas generales desde primero de Enero del año 1670 hasta el vltimo de Diziembre de MDCLXXVI que escriuia Don Felix de Luzio Espinosa y Malo &c en continuacion de la Historia del Reuerendo Padre Iuan de Mariana», en J. de Mariana, Historia general de España [...], (Madrid, 1678, págs. 578-622)
- «[Dos Sonetos]», en M. de Dicastillo, Aula de Dios, Cartuxa Real de Zaragoza, fundacion del [...] principe Don Fernando de Aragon su Arzobispo [...] (Zaragoça, 1679, págs. [60-61])
- «Censura [...]», en P. Cubero Sebastián, Breue relacion de la peregrinacion que ha hecho de la mayor parte del mundo don Pedro Cubero [...] (Madrid, 1680, págs. [15-16])
- El pincel, cuyas glorias descriuia Don Felix Lucio Espinosa y Malo, chronista Mayor de su Magestad en todos los Reynos de la Corona de Aragon y General de los de Castilla y Leon (Madrid, 1681)
- «Soneto A las obras de Don Agustin de Salazar y Torres, que saca à luz Don Iuan de Vera Tasis y Villarroel», en A. de Salazar y Torres, Cythara de Apolo [...]: primera parte (Madrid, 1681, pág. [5])
- Memorial de la calidad i servicios de la Casa de Salazar y Muñatones y principalmente de los ascendientes de Don Domingo Antonio de Salazar y Muñatones, Señor de las Casas de sus apellidos [...] y Patronazgos y del Fuerte de San Martin de Somorrostro [...] (Madrid, 1682)
- «Aprobacion [...]», en J. de Almonacid, Vida y milagros del glorioso padre y doctor melifluo S. Bernardo [...] (Madrid, 1682, pág. [13])
- «Soneto», en J. Boneta, Vida exemplar del venerable padre M. Fr. Raymundo Lumbier de el Orden de N.S. del Carmen de la Antigua Observancia [...] (Zaragoça, 1687, pág. 199)
- «Censura [...]», en J. A. de Lancina, Commentarios politicos a los Annales de Cayo Vero Cornelio Tacito [...] (Madrid, 1687, págs. [6-7])
- Santa Rosalia [...] (Palermo, 1688)
- Ocios morales [...], (Mazzarino, 1691; 2.ª ed. Zaragoça, 1693; 3.ª ed. Zaragoça, [1725-1781])
- «Genealogia» de D. Félix de Lucio Espinosa para tomar el hábito de Caballero de la orden de Calatrava, y noticia de los linajes de Lucio, Espinosa, Malo, Rudilla y Gurrea, que él tenía (Zaragoza)
- «Advertencias politicas y morales escritas en comunicada carta al Sr. D. Juan de Matos Fragoso, cavallero del abito de Christo [...]», en Varios eloquentes libros recogidos en vno, escrivieronlos diferentes autores [...] (Valencia, 1711, págs. 101-110)
- Fantasia política: sueño de Felix Lucio, Dialogo de un vivo y dos muertos (inéd.)
- Fantasía política: sueño de Feliz Lucio, Dialogo de un vivo y dos muertos en que trata del estado de la Monarchia y de algunos sugetos de su gobierno (inéd.)
- Diálogo con el P. Mariana y el Conde de Villahumbrosa sobre los sucesos de España en la menor edad de Carlos II (inéd.)